# Leuchtturm Grótta
Der Leuchtturm Grótta steht auf der Insel Grótta an der Spitze der Halbinsel Seltjarnarnes im Südwesten Islands.
Der erste Leuchtturm auf Grótta wurde 1897 gebaut und 1947 durch einen Neubau ersetzt. Seine Laterne wurde ein Jahr später in den Leuchtturm Súgandisey in Stykkishólmur eingebaut. Der neue Leuchtturm ist ein 23 m hoher, weißer, konischer Betonbau mit rotem Laternenhaus und wurde von Ingenieur Axel Sveinsson (1896–1957) entworfen.
Der erste Leuchtturmwärter war Þorvarður Einarsson. Nach dessen Tod ging der Posten 1931 an seinen Sohn Albert über, bis dieser 1970 ertrank. Seitdem ist der Leuchtturm unbesetzt.
Die Kennung sind drei Blitze von einer Sekunde Länge im Abstand von 20 Sekunden. Die Sektoren sind: grün (25° bis 67°), weiß (67° bis 217°), rot (217° bis 281°) und grün (281° bis 294°). Die Tragweite beträgt 15 Seemeilen für das weiße und dreizehn Seemeilen für das farbige Licht.